# Albertówka (obwód żytomierski)
Albertówka (ukr. Альбертівка, ros. Альбертовка) – nieistniejąca kolonia w rejonie bazarskim obwodu żytomierskiego. Podlegała pod Radę wiejską z centrum we wsi Wielkie Kleszcze.

## Demografia
Pod koniec XIX wieku liczba mieszkańców wynosiła 183 osoby, domów 31, w 1906 r. – 100 osób, domów 18, w 1923 r. – 375 osób, liczba podwórek – 98, na 1 października 1941 r. – 35 gospodarstw domowych i 150 mieszkańców, w tym 62 mężczyzn i 88 kobiet.

## Historia
Pod koniec XIX w. była to wieś w powiecie owruckim, gmina Bazar, położona w odległości 36 wiorst od Owrucza.
W 1906 r. wchodziła w skład wołosci bazarskiej w powiecie owruckim guberni wołyńskiej. Odległość do centrum powiatu miasta Owrucz wynosiła 40 wiorst, do administracji wołosnej w miasteczku Bazar – 10 wiorst. Urząd pocztowy – Owrucz.
W 1923 r. została podporządkowana do nowo utworzonej Rady wiejskiej we wsi Wielkie Kleszcze, która 7 marca 1923 r. została włączona do nowo utworzonego rejonu bazarskiego w okręgu korosteńskim. Znajdowała się w odległości 8 wiorst od centrum rejonu miasteczka Bazar i 1 wiorstę od siedziby Rady wiejskiej we wsi Wielkie Kleszcze.
Zjednoczona z koł. Korolewką w jedną wieś – Korolewo-Albertowkę, którą 7 czerwca 1946 r. zgodnie z dekretem Prezydium Rady Najwyższej Ukraińskiej SRR «W sprawie zachowania nazw historycznych oraz udokładnienia i uporządkowania istniejących nazw rad wiejskich i osad obwodu żytomierskiego» przemianowano na wś Poliśke.